# مارك هنتر (مجدف)
مارك هنتر (بالإنجليزية: Mark Hunter)‏ هو مجدف بريطاني، ولد في 1 يوليو 1978 في لندن في المملكة المتحدة.

## وصلات خارجية
- مارك هنتر على موقع الاتحاد الدولي للتجديف (الإنجليزية)
- مارك هنتر على موقع اللجنة الأولمبية الدولية (الإنجليزية)
- مارك هنتر على موقع أوليمبيديا (الإنجليزية)
- مارك هنتر على موقع اللجنة الأولمبية البريطانية (الإنجليزية)